# Segona gran expedició de Tamerlà contra Toktamix
La segona gran expedició de Tamerlà contra Toktamix va ser motivada per l'ultimàtum enviat per Tamerlà exigint a Toktamix que triés entre la pau i la guerra. Després d'un inicial acord per signar un tractat, Toktamix es va veure sotmès a pressions per part dels seus consellers i va decidir la guerra. Tamerlà va enviar les seves tropes a la riba del riu Samur, prop del mont Elbrús, on es van preparar per a la batalla. Després de destruir la Horda de Kaytak, lleial a Toktamix, Tamerlà es va enfrontar a les tropes de Toktamix a la regió de Txetxènia i va obtenir la victòria, capturant i matant a Toktamix.

## La campanya de Tamerlà
Per a Timur, Toktamix havia de ser destruït. Li va enviar un ultimàtum en què li exigia dir si volia la pau o la guerra. La carta la va portar l'ambaixador Shams al-Din Almaleghi que va arribar al campament de Toktamix i fou rebut per aquest; després d'exposar el objecte de l'ambaixada, Toktamix semblava disposat a signar un tractat, però els cortesans i amirs el van pressionar. L'ambaixador va tornar al camp imperial i va comunicar el mal resultat de la gestió. Timur va esclatar de còlera i va ordenar a l'exèrcit descansar per ser l'endemà a la riba del riu Samur, a 25 km de la costa de la mar Càspia i a la vista del mont Elbrús, on es passaria revista.
Just s'havia acabat el hivern que Timur va reenviar a les reines i als joves prínceps a Samarcanda i a la princesa Txelpan Mulk Agha a Sultaniya amb l'equipatge. Musa Rekmal fou enviat a Sultaniya com a governador, conjuntament amb Aki Irantxa que governaria la fortalesa. El 8 de març de 1395 va sortir de la plana de Xaki. Es va passar revista a la vora del Samur, prop del mont Elbrús, que va durar varies hores. L'emperador va recordar als seus amirs i als seus oficials els seus gloriosos triomfs dels darrers anys. De la seva conquesta de Pèrsia, Iraq i Geòrgia. De la seva destrucció anterior de Toktamix. Aquesta seria la darrera vegada que lluitaven contra el kan de l'Horda d'Or, els va assegurar. Mai més, aquest ingrat no s'atreviria a maltractar l'imperi.
Es van tenir notícies que al mont Elbrús hi habitava una horda lleial a Toktamix dita Horda de Kaytak i van marxar contra ella; els seus habitacles foren destruïts, les terres assolades i les persones gairebé foren totes mortes. En aquell moment arribava un ambaixador de Toktamix de nom Ortak, que nomes va poder veure la destrucció i les flames i espantat, se'n va entornar; va comunicar a Toktamix la envergadura (enorme) de l'exèrcit de Timur.
Yazdi diu que mai des de l'època de Genguis Kan no s'havia vist un exèrcit tan vast a la regió. L'avantguarda de l'ala esquerra de Timur estava al peu de les muntanyes d'Elbrús, l'ala dreta a la riba de la mar Càspia. Es va donar l'ordre de marxar en plena formació de batalla. De la vora de la mar Càspia, els tàtars van marxar primer cap a l'oest i després van girar per un suau arc al nord. A través del famós passatge de Derbent van continuar al nord per on Toktamix havia llançat els seus atacs depredadors a Tabriz exactament deu anys abans. Un cop van passar Geòrgia i la seva capital Tiflis, on van deixar residus a les vinyes a mesura que passaven, es van trobar a la actual Txetxènia. Aquí el camp era molt més tancat que les estepes nord de l'Horda, que tenien menys marge per retirar-se i amagar-se. La persecució de Toktamix que Timur havia hagut de fer durant cinc mesos abans de la seva última batalla no es podia repetir en aquest tipus de territori. Així, l'abril de 1395, al riu Terek, prop de la que avui és la ciutat de Grozni, Timur va albirar al seu enemic. L'avantatge era per Toktamix, que va passar a la riba nord després de travessar el riu en l'únic gual disponible. Sabent que Timur el pressionava fort, va protegir el pas per evitar que s'apropés al rival. L'enviat espanyol Clavijo va registrar les posteriors maniobres del tàtar d'una manera no del tot comprensible:
“y el Tamurbec tuvo sabiduría de él, y cabalgó con su hueste, como quiera que fuesen mucho más los de Totamix; y fue en pos de él, y alcanzólo a un gran río que es llamado Tesina, que era ya cerca de Tartaria: y el Tamurbec anduvo cuanto más pudo por tomar aquel paso del río; ca en aquella comarca donde él iba, no había en aquel río salvo aquel paso que él pensava tomar: y cuando el Tamurbec llegó, el Emperador Totamix había ya pasado el río; y como supo que el Tamurbec iba en pos de él, tornó a guardar el paso del río, e hízole cegar con madera: y como el Tamurbec llegó, y halló que Totamix le guardaba el paso del río, mandóle decir: Que por qué hacía aquello, que él no venía a pelear con él, que él su amigo era; y que Dios nunca quisiese que mal le buscase. Con todo esto el Emperador guardábase de él, que sabía bien que era artero. Y otro día el Tamurbec partió de allí con su hueste el río arriba, y el Emperador de Tartaria movió así mismo con su hueste de la otra parte del río; y fuéronse así el uno de la una parte, el otro de la otra; y do el Tamurbec asentó su hueste, allí asentó Totamix de la otra parte. Y de esta figura caminaron tres días, que no andaba más el uno que el otro: y al tercero día en la noche el Tamurbec mandó por su hueste, que las mujeres se pusiesen alfaremes en las cabezas, porque pareciesen hombres; y mandó que todos los Hombres cabalgasen prestamente, y que le llevase cada uno de ellos dos caballos, uno en que fuese, y otro de la rienda; y dejó su real asentado, y las mujeres que parecían hombres, y los cautivos y siervos de ellos con ellas: y él tornó al paso del río, y cuanto había andado los tres días, tanto tornó a desandar aquella noche, y pasó el río. Y a hora de tercia dio sobre el real del Emperador Totamix, y desbaratólo, y tomóles cuanto llevaban, que iban muy ricos, y Totamix huyó. Y éste fue un gran hecho y famoso, ca este Totamix traía muy gran hueste, y fue una de las grandes batallas que venció el Tamurbec, y decían que fue mayor que la del Turco. Y este Emperador Totamix tuvo muy gran deshonra de este vencimiento; y ayuntó otra vez muy gran hueste para venir sobre el Tamurbec, y esperólo, y fue sobre él a Tartaria, y desbaratólo; y puso tanto espanto en ellos, que fue maravilla, y huyó el Emperador Totamix. Y con esto los Tártaros tuvieron gran desmayo, y dijeron que el su Señor era deshecho y de corta ventura, pues que así había sido vencido; y hubo entre ellos desacuerdo”.
La primera part és més clara; els dos exèrcits arriben un front a l'altra amb el riu pel mig. Toktamix domina l'únic pas del riu Terek. Va intentar fer creure a Toktamix que anava en son de pau però naturalment no fou escoltat ni de ben segur ho esperava. Els dos exèrcits es van moure per la riba del riu cap amunt durant tres dies, observant-se. A la nit del tercer dia Timur va fer vestir a les dones i esclaus com a soldats fen creure que eren mes (tot i ser menys que l'enemic) i va tornar al pas del riu i als tres dies va arribar al pas i el va travessar de nit (la hora tèrcia és la part tercera de la nit dividida en quatre parts) i va sorprendre i derrotar Toktamix que va fugir. La part final sembla ser una barreja de les dues grans guerres.
El relat de Yazdi, resumit, diu que les forces de Timur van pujar al nord i van arribar a Terki (prop de Makhatxkala) a la vora del riu Koi. A la nit un cos escollit va travessar el riu i va atacar un cos d'exploradors enemics que, agafats per sorpresa, foren aniquilats. Timur va seguir avançant cap a Sevenje, on va acampar esperant a la resta de l'exèrcit. Toktamix l'estava esperant una mica més al nord, a la vora del riu Terek. L'endemà els dos exèrcits semblaven a punt per a la batalla quan Toktamix va aixecar el camp i es va retirar; Timur va poder passar el riu Terek mentre Toktamix amb els seus es dirigia cap al riu Kura. Timur va seguir avançant seguint el riu Terek i es va dirigir cap al país de Kulat on va trobar provisions en abundància. Toktamix havia arreplegat totes les seves tropes i ara venia pel darrere. Timur va fer un gir complet i es va encarar amb les tropes del seu enemic. Va acampar i Toktamix va fer el mateix: els dos exèrcits estaven un davant de l'altre separats pel riu. El 22 d'abril de 1394 es van distribuir per la batalla, a la nit Aybaji Aghlan va desertar cap a Toktamix i l'endemà es va lliurar el combat.
Lamb en el seu relat diu que Timur va estar a punt de ser derrotat, quedant aïllat i rodejat d'enemics, però va poder resistir fins que li va arribar ajut; finalment Toktamix va fugir cap al nord i part de la seva horda es va posar al servei de Timur mentre altres s'establien a Crimea i alguns emigraven cap a Hongria i l'Imperi Romà d'Orient. En la batalla, Miran Shah, el fill de Timur, va resultar ferit.
Marozzi diu que l'ala esquerra de Timur va patir una forta pressió des del primer moment. Al capdavant de vint-i-set regiments de la reserva i sota el foc dels seus arquers, Timur es va encarregar de donar-li suport. El contraatac va tenir tant d'èxit que van conduir l'enemic molt enrere, fins que es van trobar separats de la força principal de l'exèrcit i fortament superats en nombre per l'Horda enemiga. L'emperador mateix va patir un atac ferotge, lluitant cos a cos mentre que els kiptxaks va avançar contra ell. Timur estava en greu perill i quan ho va veure Xaikh Nur al-Din es va precipitar a protegir-lo amb un petit cos de cinquanta homes. Desprenent-se dels seus cavalls, van formar un cercle al seu voltant, arrodonint-se amb un genoll a terra i disparant fletxes. Alguns dels oficials de Timur van capturar tres carros dels homes de Toktamix i els van utilitzar com a barricada, sobre la qual es va hissar l'estendard de la cua de cavall. Mentre Timur i els seus homes es mantenien en situació desesperada, Muhammad Sultan va reagrupar la seva dreta, va atacar a l'esquerra de Toktamix i li va provocar grans pèrdues, obligant el seu adversari a retrocedir. L'amir Saif al-Din Nukuz, al capdavant de l'avantguarda de l'ala dreta, va ser pressionat per l'enemic; els seus homes van haver de desmuntar i es van defensar darrere dels escuts, defensant-se a cops d'espasa i llança. Finalment, l'ala esquerra de l'Horda d'Or va cedir, i va fugir sent perseguida. Desmoralitzat per aquesta pèrdua, el centre de Toktamix que enfrontava al centre contrari, va lluitar amb fúria, però l'Horda d'Or fou la que primer va cedir, moment en què Toktamix, amb els seus homes "vergonyosament" van girar l'esquena al camp de batalla i van fugir per la seva vida. El cavallers de Timur van galopar darrera de Toktamix i la seva Horda en retirada. Aquesta va ser una derrota de la qual Toktamix no es va recuperar mai. No hi havia res ara per impedir que els homes de Timur marxessin cap al nord i oest per teòricament venjar-se de les depredacions contra Transoxiana. Amb el seu exèrcit destruït, l'Horda d'Or va quedar indefensa. Era el moment del saqueig.

## Persecució de Toktamix cap a Bulgària del Volga (1395)
Acabada la batalla Timur va perseguir a Toktamix; primer van seguir el Volga cap al nord però el Khan se'ls va esvair als boscos de Bulgària (Bulgària del Volga). Llavors la seva prioritat fou assaltar els principals nuclis urbans i saquejar-los. Calia evitar un rebrot del poder de Toktamix com el que s'havia produït en els darrers tres anys. Timur va nomenar un oficial de la seva cort, Koirijak, un descendent de Genguis Kan i de Tului, com a nou kan de Quiptxaq (Horda Blava) i li va donar diversos elements reials i un contingent d'uzbeks. Yazdi no explica com va tornar al tron de Sarai Timur Kuthlugh, el kan patrocinat per Timur i permanent opositor a Toktamix. A Fars (Siraz) va tornar a enviar al seu net Pir Muhammad ibn Umar Xaikh amb 6000 homes; a Samarcanda va enviar a Shams al-Din Abas i Ghiyath al-Din Terkhan amb 3.000 homes. Toktamix es va refugiar a Lituània on morirà el 1406 a mans de Xadibeg (successor de Timur Kutlugh el 1399).

## Timur a Rússia (1395)
Moscou temia l'arribada de Timur que avançava pel Don, i el gran príncep va agafar les armes amb poques esperances i va enviar trineus a Vishaigorod per aconseguir una antiga imatge de la Verge; la imatge fou portada en processó cap a Moscou amb la gent agenollada i plorant. Finalment Timur no va seguir endavant i no va arribar a Moscou sinó que sobtadament va girar al sud-oest sense arribar a la capital del Gran Ducat. Els tàtars van recórrer el país a voluntat, deixant assolats els camps del voltant. Yazdi diu que e Timur es va dirigir cap a la capital russa, Moscou, "que el seus soldats van saquejar com ho havien fet a tots els llocs veïns que depenien d'ella, derrotant i tallant a trossos els governadors i els prínceps d'aquestes parts. Els russos i els moscovites mai no van veure el seu regne en tan mal estat, les seves planes estaven cobertes de cadàvers morts ”. Però això sabem que no va passar així. Timur no va arribar a Moscou no perquè no pogués sinó perquè va trobar altres llocs millors per saquejar. Va recórrer mes de 650 km fins al riu Dnièper a la vora de la mar Negra. Aquí es va dirigir primer cap al sud, després cap a l'est i finalment cap al nord; d'aquest punt darrer va seguir fins a la ciutat russa de Yelets abans de girar i tornar al sud. Des del Terek fins al punt mes septentrional foren mes de 1200 km però considerant els canvis de direcció la distància recorreguda fou com a mínim superior als dos mil km. Va assolar les possessions comercials venecianes, genoveses, catalanes i basques de la costa, i tots els nacionals que hi va trobar foren massacrats, els ports destruïts i les factories incendiades. Una de les factories incendiades fou Tana, al Don, un pròsper centre comercial amb una important població de comerciants europeus, particularment de Venècia i Gènova. A l'hora de aplicar la seva promesa de no perjudicar la població, Timur va ordenar que se separessin els musulmans, que es van salvar, dels cristians, que foren assassinats.
No va ser només la venjança personal la que va portar a Timur a arrasar tan completament l'Horda d'Or. A banda de la necessitat de acontentar als seus soldats pel botí, calia debilitar la Horda de manera que no representés en el futur cap amenaça i per això esborrar les ciutats comercials i centres de producció era la millor manera ja que sense comerç i prosperitat no es podien aixecar els exèrcits. Sarai i Tana, tots dos centres importants de les rutes de les caravanes que anaven des del mar Negra a través de l'Àsia central fins a l'imperi Ming de la Xina, van deixar d'existir per un temps i van tardar a recuperar-se. Això s'ajuntava a Urganj (a Coràsmia), una altra parada principal de la ruta comercial nord del nord, que ja havia estat arrasada el 1388. La ruta comercial del nord, que passava fora del domini de Timur, va deixar d'existir o va quedar molt seriosament disminuïda i les caravanes es van desviar al sud a través de Pèrsia, Afganistan i Transoxiana, transferint els recursos comercials que anaven a l'Horda d'Or, cap a l'imperi de Timur.